# Сырымский район
Сырымский район (каз. Сырым ауданы) расположен в Западно-Казахстанской области Казахстана.
Административный центр района — аул Жымпиты. Расстояние от райцентра до областного центра Уральска — 140 км.
В Сырымском районе находятся населённые пункты — Алгабас, Аралтобе, Булан, Булдурта, Жанаонир, Жетыколь, Жыракудук, Жымпиты, Коминтерн, Коныр, Талдыбулак, Таскудук, Тоганас, Оленти, Капак.
Население района составляет 18 924 человека (на начало 2019 года).
В районе расположена средняя общеобразовательная школа имени К. Мырзалиева.

## История
Образован как Джамбейтинский район. В 1992 году переименован в Сырымский район в честь батыра Сырыма Датова.

## Административное деление
1. Жымпитынский сельский округ
2. Алгабасский сельский округ
3. Аралтобинский сельский округ
4. Буланский сельский округ
5. Булдуртинский сельский округ
6. Елтайский сельский округ
7. Жетыкольский сельский округ
8. Жосалинский сельский округ
9. Кособинский сельский округ
10. Саройский сельский округ
11. Талдыбулакский сельский округ
12. Шолаканкатынский сельский округ